# Planeta okołopodwójna

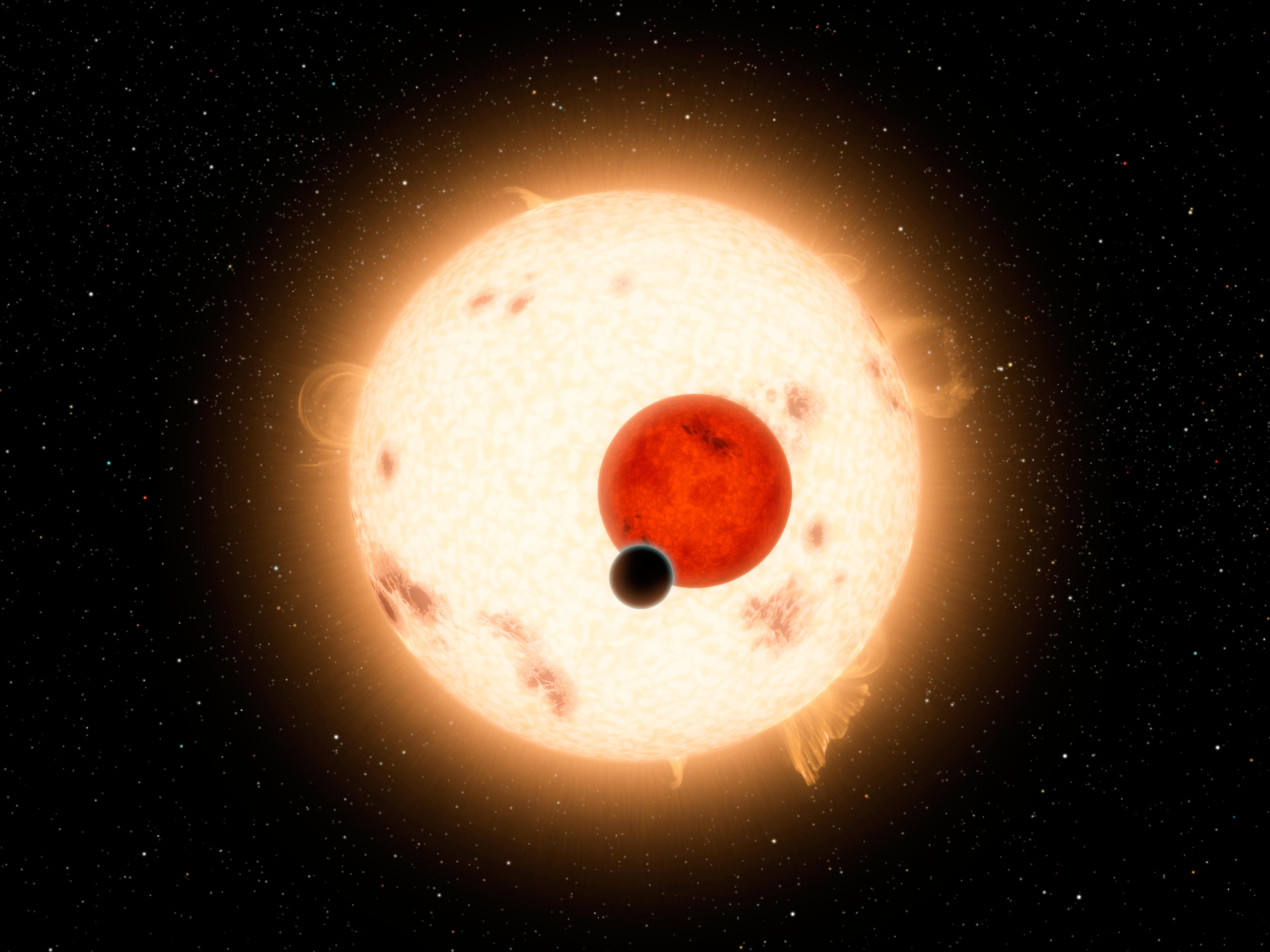
Artystyczna wizja tranzytu planety Kepler-16b przed parą gwiazd układu

Planeta okołopodwójna – planeta orbitująca wokół obu składników gwiazdy podwójnej. Nazywa się je również planetami typu P, w odróżnieniu od planet typu S, również występujących w układach podwójnych gwiazd, ale okrążających tylko jeden składnik układu.
Planety okołopodwójne mogą powstawać w ramach normalnego procesu powstawania planet z dysku protoplanetarnego otaczającego układ podwójny, możliwe jest także (jak na przykład w przypadku PSR B1620-26 b), że do „zwykłego” układu planetarnego może dołączyć druga gwiazda.

## Odkrycia
Pierwszym odkrytym systemem tego typu był układ pulsar-biały karzeł, PSR B1620-26, w którym istnienie planety potwierdzono w 2003 roku; kolejnym był układ HW Virginis, w którym odkryte w 2008 roku planeta i brązowy karzeł okrążają parę gwiazd, czerwonego karła i gorącego podkarła. Teleskop Kosmiczny Kepler w 2011 odkrył pierwszą planetę tranzytującą przed tarczami dwóch gwiazd, Kepler-16b. Obecnie (5 stycznia 2016) znanych jest ponad 20 układów gwiezdnych z planetami okołopodwójnymi. Należą do nich:

- DP Leonis
- HU Aquarii
- Kepler-16
- Kepler-34
- Kepler-35
- Kepler-38
- Kepler-47
- Kepler-64 (PH1)
- Kepler-413
- Kepler-453
- NN Serpentis
- NY Virginis
- OY Carinae
- PSR B1620-26
- Ross 458
- RR Caeli
- UZ Fornacis

W kilku innych układach istnienie planet okołopodwójnych jest postulowane przez część badaczy, ale kontrowersyjne. Należą do nich układy LHS 6343 i Luhman 16.
Planety okołopodwójne występują również w fantastyce naukowej; najbardziej znanym przykładem jest Tatooine z sagi Gwiezdne wojny, krążąca wokół pary gwiazd podobnych do Słońca.